# Tamara Bykova
Tamara Vladimirovna Bykova (ryska: Тамара Владимировна Быкова), född 21 december 1958, Rostov-na-Donu, Ryska SSR, Sovjetunionen är en f.d sovjetisk friidrottare (höjdhoppare). 
Bykova började sin karriär vid OS 1980 i Moskva där hon slutade 9:a. Hennes stora rival under 1980-talet var västtyskan Ulrike Meyfarth. Efter att under flera tävlingar förlorat mot tyskan vann Bykova vid inomhus EM 1983 på det nya världsrekordet 2,03. Vid det första VM stod segerstriden mellan dessa båda hoppare och denna gång var det Bykova som vann guldet med 2,01. Vid en tävling i Pisa senare samma år vann Bykova pånytt en strid mot tyskan och noterade sitt andra världsrekord på 2,04.
Vid olympiska sommarspelen 1988 i Seoul tog hon en bronsmedalj i höjdhopp.
1990 ertappades Bykova dopad och blev avstängd i tre månader. 